# Mateo Alemán

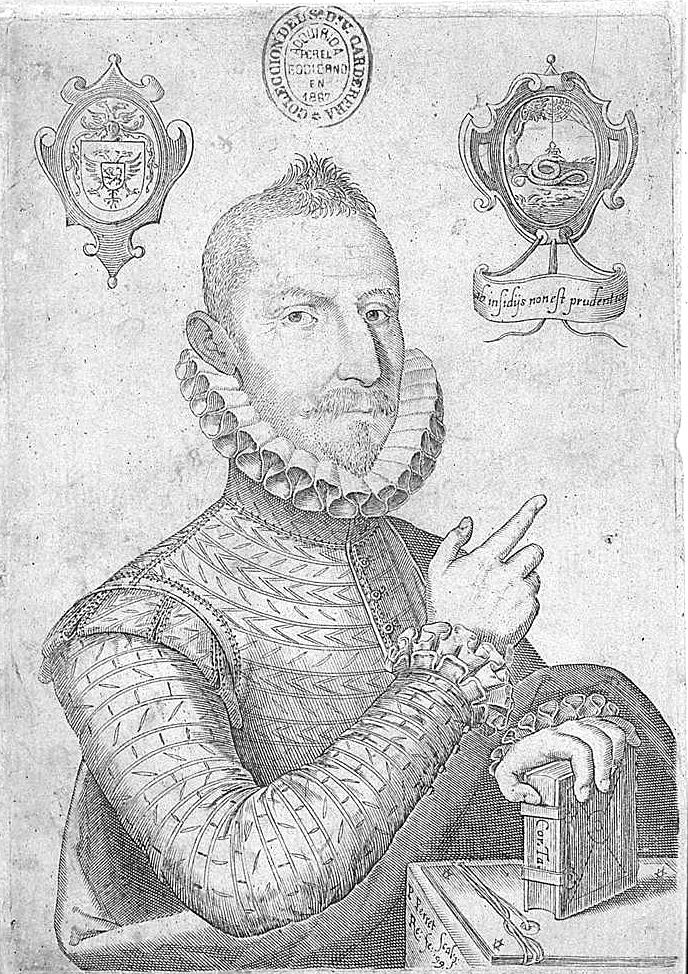
Mateo Alemán

Mateo Alemán (auf Deutsch meist: Mateo Aleman) (* getauft am 28. September 1547 in Sevilla; † um 1613/1614 Mexiko-Stadt) war ein spanischer Schriftsteller.

## Leben
Alemán war der Sohn des Gefängnisarztes Hernando Alemán. Sein Vater war nach Ansicht einiger Historiker jüdisch-konversationeller Abstammung. Er stammte aus Jerez de los Caballeros, von wo er um 1540 nach Sevilla gekommen war, wo er Juana del Nero (oder de Enero) heiratete, die zu einer florentinischen Kaufmannsfamilie gehörte. Alemán war das dritte Kind des Paares, er hatte zwei ältere Schwestern, Leonor und Violante und einen jüngeren Bruder Juan Agustín. Er und besuchte vermutlich die Grammatik- und Humanitätsschule des Gelehrten Juan de Mal Lara. Er studierte an der Universität in Sevilla und erhielt dort 1564 seinen Abschluss im Bereich Literatur und Philosophie. Anschließend begann er Medizin zu studieren, wechselte für je zwei Jahre an die Universitäten in Salamanca und Alcalá de Henares und brach schließlich das Studium ab. Zwischenzeitlich war sein Vater 1567 verstorben. Er schloss 1571 eine Ehe mit Catalina de Espinosa, von der er sich bald wieder trennte. Er befand sich ständig in finanziellen Schwierigkeiten und arbeitete rund 20 Jahre als königlicher Buchhalter und Schuldeneintreiber in Sevilla und später in Madrid. Er versuchte zudem seine Einkünfte mit unterschiedlichen Tätigkeiten aufzubessern. Alemán wurde 1580 und erneut 1594 wegen Unregelmäßigkeiten in der Abrechnung angeklagt. 1602 wurde er als Wucherer in das Gefängnis von Sevilla eingesperrt. 1608 gelang es ihm schließlich seinen schon 1582 gefassten Plan umzusetzen nach Amerika auszuwandern, um dort sein Glück zu machen. Mit den Kindern, Margherita und Antonio, und mit Francesca Alemán, die sich ebenfalls als seine Tochter ausgab, die in Wahrheit aber seine Lebensgefährtin Francisca Calderón und Mutter der beiden Kinder war, und drei weiteren Personen bestieg er ein Schiff, das sie nach Mexiko brachte. 1609 veröffentlichte er in Mexiko die Ortografía castellana und 1613 die Sucesos de D. Fray García Gera (Guerra) arzobispo de México a cuyo cargo estuvo el govierno de la Nueva España. Bereits seit 1609 klagte er über Krankheit über seinen schlechten Gesundheitszustand. Es ist wahrscheinlich, dass er sich für einige Zeit in Italien aufhielt, da er in seinem Hauptwerk Guzmán de Alfarache sehr detaillierte Angaben zu dessen Leben in Genua, Rom, Florenz, Siena, Bologna und Mailand wiedergibt, die von einer persönlichen Kenntnis der Menschen, der Umgebung oder der Bräuchen schließen lässt. Er starb nach 1613 möglicherweise auch später, da er im Jahr 1615 sein Wohnsitz in der Stadt Chalco, rund fünfunddreißig Kilometer von Mexiko entfernt, dokumentiert ist.

## Werk

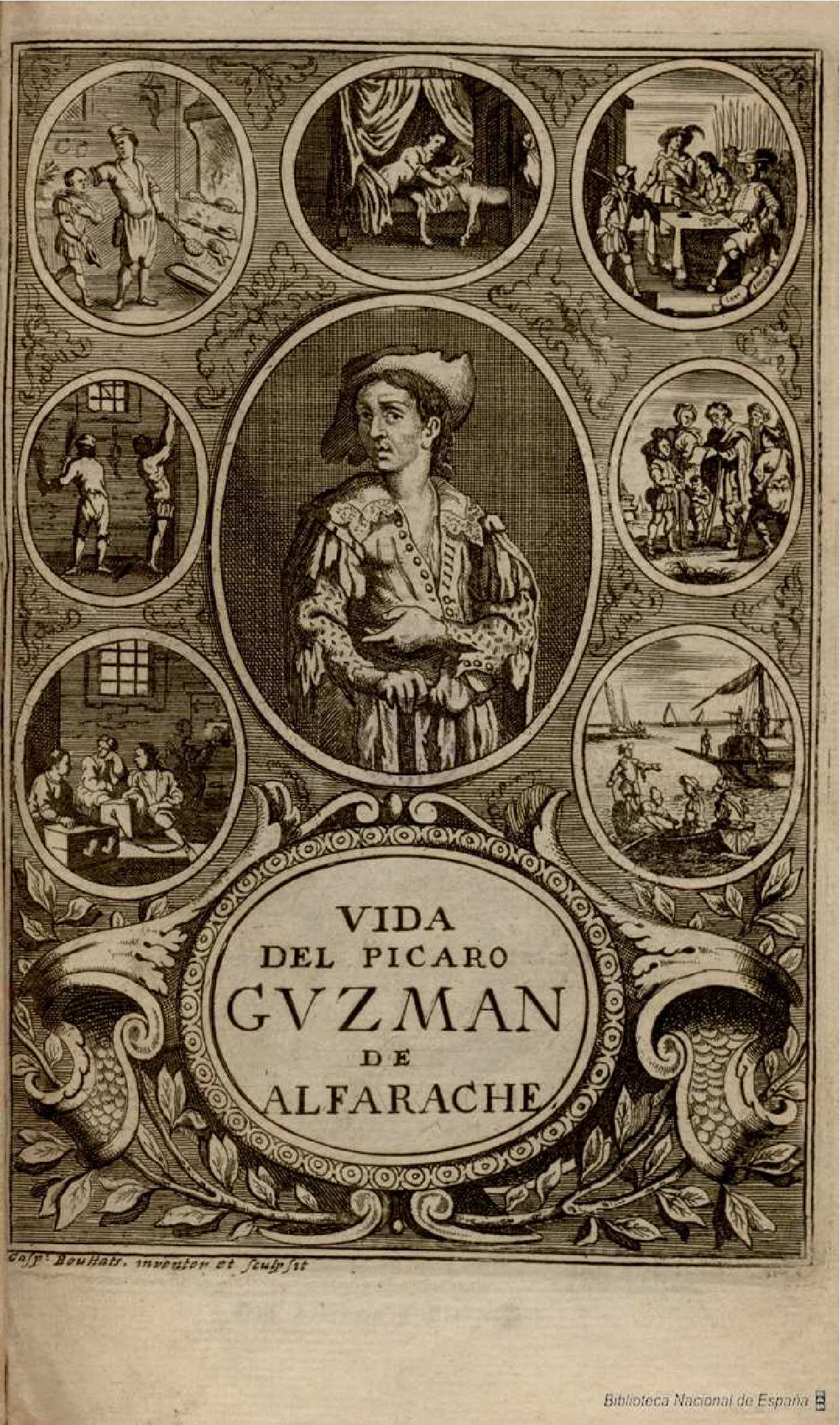
Guzmán de Alfarache, Antwerpen, 1681

Außer einer poetischen Lebensbeschreibung des heiligen Antonius von Padua, die 1604 in Sevilla erschien und einer Ortografia castellana, die er 1608 Mexiko verfasste, ist er insbesondere durch seinen zweibändigen Schelmenroman La vida del Pícaro Guzmán de Alfarache bekannt geworden. Schon der erste Teil, der 1599 erschien, wurde als „treffliche Sittenschilderung und vorzügliche Darstellung“ gerühmt und der innerhalb der nächsten sechs Jahre in 26 Auflagen herausgegeben wurde. Viele der Ausgaben waren Raubkopien und der Erfolg, mit dem das Buch aufgenommen wurde veranlasste einen literarischen Freibeuter zur Herausgabe eines unechten zweiten Teils, der 1603 in Barcelona erschien. Der echte zweite Teil von Alemán selbst wurde erst 1605 in Valencia veröffentlicht, ein angekündigter dritter Teil ist nie erschienen. Alemáns Leben ähnelte in vielerlei Hinsicht dem seines Protagonisten Guzmán, wie dieser wurde auch Alemán von schweren wirtschaftlichen und persönlichen Rückschlägen heimgesucht.
Der Roman, der auch in stilistischer Hinsicht ein Meisterwerk ist, wurde in viele Sprachen übersetzt, 1623 von Caspar Ens selbst ins Lateinische. Die älteste deutsche Übersetzung lieferte Aegidius Albertinus: Der Landstörzer Gusman von Alfarache (München 1615, 2 Teile.), wozu von Martin Freudenhold ein dritter Teil veröffentlicht wurde. (das. 1632); eine neuere besorgte Friedrich Gleich nach der französischen Übersetzung (Magdeburg 1828, 4 Bde.). Die beste Ausgabe des Originals findet sich im dritten Band von Carlos Aribaus Biblioteca de Autores Españoles (Madrid 1846), wo auch der unechte zweite Teil abgedruckt ist.

## Publikationen (Auswahl)
- Aventuras y vida de Guzmán de Alfarache: Atalaya de la vida humana. Moreno, Madrid 1829 (spanisch, archive.org).
- Ortografia castellana. Mexiko 1609 (archive.org).

Deutsche Ausgaben des Guzmán
- Das Leben des Guzmán von Alfarache von Mateo Alemán. Übertragen von Rainer Specht. Hanser, München 1964.
- Der Landstörtzer Gusmann von Alfarache oder Picaro genannt. Übersetzung von Aegidius Albertinus. Mit einem Nachwort von Jürgen Mayer. Nachdruck der Ausgabe München 1615 (Ausgabe von 1631, archive.org). Olms, Hildesheim / New York 1975, ISBN 3-487-05442-6.
- Der grosse spanische Vagabund Guzmán de Alfarache: wie er aus Sevilla auszog, sein Glück zu suchen in Madrid…. Ein Schelmenroman. [Hrsg. und mit einem Nachwort versehen von Reinhard Lehmann. Illustrationen von Christa Jahr]. Eulenspiegel-Verlag, Berlin 1986.